# Großer Preis der USA West 1980
Der Große Preis der USA West 1980 (offiziell Toyota Grand Prix of Long Beach) fand am 30. März auf dem Long Beach Grand Prix Circuit in Long Beach statt und war das vierte Rennen der Automobil-Weltmeisterschaft 1980.

## Berichte

### Hintergrund
Ende März 1980 fand zum sechsten Mal der Grand Prix of Long Beach statt. Alain Prost und Marc Surer fehlten aufgrund von Verletzungen, die sie sich am Anfang des Monats während des Trainings zum Großen Preis von Südafrika zugezogen hatten. Prost wurde bei McLaren durch den Grand-Prix-Neuling Stephen South vertreten, der somit zu seinem ersten und einzigen Formel-1-Auftritt kam. Beim ATS Racing Team verzichtete man hingegen auf die Verpflichtung eines Ersatzfahrers für Surer.
In der Fahrerwertung führte René Arnoux mit fünf Punkten vor Alan Jones und mit neun Punkten vor Nelson Piquet. In der Konstrukteurswertung führte Renault mit drei Punkten vor Williams-Ford und mit fünf Punkten vor Ligier-Ford.
Mario Andretti bestritt seinen 100. Grand Prix.

### Training
Brabham-Pilot Piquet sicherte sich die erste Pole-Position seiner Formel-1-Karriere mit einer um nahezu eine Sekunde kürzeren Rundenzeit vor Arnoux auf Renault sowie Alfa-Romeo-Werksfahrer Patrick Depailler. Für die eigentliche Sensation des Trainings sorgte jedoch Jan Lammers, indem er sich mit dem neuen ATS D4 für den vierten Startplatz qualifizierte. Williams-Pilot Jones belegte den fünften Platz neben Bruno Giacomelli im zweiten Alfa Romeo 179, der auf dem Stadtkurs von Long Beach ebenfalls sehr konkurrenzfähig zu sein schien.
Neben dem Debütanten South verfehlten beide Shadow-Piloten die Qualifikation, wodurch das ohnehin finanziell sehr angeschlagene Team immer tiefer in die Krise stürzte.

### Rennen
Piquet verteidigte seinen Spitzenplatz während des gesamten Rennens, fuhr zudem die schnellste Rennrunde und erreichte seinen ersten Sieg somit direkt in Form eines Grand Slam.
In der ersten Runde kollidierten Andretti und Jean-Pierre Jarier. In diesen Unfall wurde zudem Ricardo Zunino verwickelt. Lediglich Jarier konnte das Rennen zunächst fortsetzen. Lammers musste hingegen aufgrund eines Schadens an der Antriebswelle aufgeben. Somit schieden bereits im ersten Umlauf drei der 24 gestarteten Teilnehmer aus.
In der vierten Runde wurden mehrere Piloten in einen Unfall verwickelt, der durch einen Dreher von Bruno Giacomelli ausgelöst wurde. Für Jarier und Carlos Reutemann war das Rennen dadurch ebenso beendet wie für Elio de Angelis, der sich einen Knöchel brach.
Piquet führte vor Depailler, Jones, Arnoux und Patrese. Ab der 14. Runde belegte Gilles Villeneuve den vierten Platz, nachdem er Arnoux und Patrese überholt hatte. Im 18. Umlauf übernahm Jones den zweiten Rang von Depailler.
Zwischen der 40. und 47. Runde schieden mit Depailler, Villeneuve und Jones drei in aussichtsreichen Positionen liegende Piloten aus. Patrese gelangte dadurch auf den zweiten Rang vor Arnoux und Clay Regazzoni. Dieser wurde in der 51. Runde Opfer eines gebrochenen Bremspedals. Sein Ensign prallte infolgedessen nahezu ungebremst in den am Streckenrand abgestellten Brabham von Zunino. Bei dem Unfall erlitt der Schweizer derart schwere Verletzungen, dass eine Querschnittslähmung die Folge war.
Piquet siegte vor dem beeindruckenden Patrese sowie Emerson Fittipaldi, der vom 24. und damit letzten Platz aus ins Rennen gegangen war. Die übrigen WM-Punkte gingen an John Watson, Jody Scheckter und Didier Pironi.

## Meldeliste
| Team                          | Nr. | Fahrer                | Chassis        | Motor                    | Reifen |
| ----------------------------- | --- | --------------------- | -------------- | ------------------------ | ------ |
| Scuderia Ferrari SpA SEFAC    | 01  | Jody Scheckter        | Ferrari 312T5  | Ferrari 015 3.0 F12      | M      |
| Scuderia Ferrari SpA SEFAC    | 02  | Gilles Villeneuve     | Ferrari 312T5  | Ferrari 015 3.0 F12      | M      |
| Candy Tyrrell Team            | 03  | Jean-Pierre Jarier    | Tyrrell 010    | Ford Cosworth DFV 3.0 V8 | G      |
| Candy Tyrrell Team            | 04  | Derek Daly            | Tyrrell 010    | Ford Cosworth DFV 3.0 V8 | G      |
| Parmalat Racing Team          | 05  | Nelson Piquet         | Brabham BT49   | Ford Cosworth DFV 3.0 V8 | G      |
| Parmalat Racing Team          | 06  | Ricardo Zunino        | Brabham BT49   | Ford Cosworth DFV 3.0 V8 | G      |
| Marlboro Team McLaren         | 07  | John Watson           | McLaren M29B   | Ford Cosworth DFV 3.0 V8 | G      |
| Marlboro Team McLaren         | 08  | Stephen South         | McLaren M29B   | Ford Cosworth DFV 3.0 V8 | G      |
| Team ATS                      | 09  | Jan Lammers           | ATS D4         | Ford Cosworth DFV 3.0 V8 | G      |
| Team Essex Lotus              | 11  | Mario Andretti        | Lotus 81       | Ford Cosworth DFV 3.0 V8 | G      |
| Team Essex Lotus              | 12  | Elio de Angelis       | Lotus 81       | Ford Cosworth DFV 3.0 V8 | G      |
| Unipart Racing Team           | 14  | Clay Regazzoni        | Ensign N180    | Ford Cosworth DFV 3.0 V8 | G      |
| Équipe Renault Elf            | 15  | Jean-Pierre Jabouille | Renault RE20   | Renault EF1 1.5 V6t      | M      |
| Équipe Renault Elf            | 16  | René Arnoux           | Renault RE20   | Renault EF1 1.5 V6t      | M      |
| Shadow Cars                   | 17  | Geoff Lees            | Shadow DN11    | Ford Cosworth DFV 3.0 V8 | G      |
| Shadow Cars                   | 18  | Dave Kennedy          | Shadow DN11    | Ford Cosworth DFV 3.0 V8 | G      |
| Skol Fittipaldi Team          | 20  | Emerson Fittipaldi    | Fittipaldi F7  | Ford Cosworth DFV 3.0 V8 | G      |
| Skol Fittipaldi Team          | 21  | Keke Rosberg          | Fittipaldi F7  | Ford Cosworth DFV 3.0 V8 | G      |
| Marlboro Team Alfa Romeo      | 22  | Patrick Depailler     | Alfa Romeo 179 | Alfa Romeo 1260 3.0 V12  | G      |
| Marlboro Team Alfa Romeo      | 23  | Bruno Giacomelli      | Alfa Romeo 179 | Alfa Romeo 1260 3.0 V12  | G      |
| Équipe Ligier Gitanes         | 25  | Didier Pironi         | Ligier JS11/15 | Ford Cosworth DFV 3.0 V8 | G      |
| Équipe Ligier Gitanes         | 26  | Jacques Laffite       | Ligier JS11/15 | Ford Cosworth DFV 3.0 V8 | G      |
| Albilad-Williams Racing Team  | 27  | Alan Jones            | Williams FW07B | Ford Cosworth DFV 3.0 V8 | G      |
| Albilad-Williams Racing Team  | 28  | Carlos Reutemann      | Williams FW07B | Ford Cosworth DFV 3.0 V8 | G      |
| Warsteiner Arrows Racing Team | 29  | Riccardo Patrese      | Arrows A3      | Ford Cosworth DFV 3.0 V8 | G      |
| Warsteiner Arrows Racing Team | 30  | Jochen Mass           | Arrows A3      | Ford Cosworth DFV 3.0 V8 | G      |
| Osella Squadra Corse          | 31  | Eddie Cheever         | Osella FA1     | Ford Cosworth DFV 3.0 V8 | G      |

## Klassifikationen

### Qualifying
| Pos. | Fahrer                | Konstrukteur    | Qualifikationstraining 1 | Qualifikationstraining 1 | Qualifikationstraining 2 | Qualifikationstraining 2 | Start |
| Pos. | Fahrer                | Konstrukteur    | Zeit                     | Ø-Geschwindigkeit        | Zeit                     | Ø-Geschwindigkeit        | Start |
| ---- | --------------------- | --------------- | ------------------------ | ------------------------ | ------------------------ | ------------------------ | ----- |
| 01   | Nelson Piquet         | Brabham-Ford    | 1:19,571                 | 147,084 km/h             | 1:17,694                 | 150,637 km/h             | 01    |
| 02   | René Arnoux           | Renault         | 1:19,862                 | 146,548 km/h             | 1:18,689                 | 148,732 km/h             | 02    |
| 03   | Patrick Depailler     | Alfa Romeo      | 1:20,564                 | 145,271 km/h             | 1:18,719                 | 148,676 km/h             | 03    |
| 04   | Jan Lammers           | ATS-Ford        | 1:20,234                 | 145,868 km/h             | 1:18,783                 | 148,555 km/h             | 04    |
| 05   | Alan Jones            | Williams-Ford   | 1:19,440                 | 147,326 km/h             | 1:18,819                 | 148,487 km/h             | 05    |
| 06   | Bruno Giacomelli      | Alfa Romeo      | 1:20,606                 | 145,195 km/h             | 1:18,924                 | 148,289 km/h             | 06    |
| 07   | Carlos Reutemann      | Williams-Ford   | 1:19,907                 | 146,465 km/h             | 1:18,964                 | 148,214 km/h             | 07    |
| 08   | Riccardo Patrese      | Arrows-Ford     | 1:20,824                 | 144,804 km/h             | 1:19,071                 | 148,014 km/h             | 08    |
| 09   | Didier Pironi         | Ligier-Ford     | 1:19,305                 | 147,577 km/h             | 1:19,276                 | 147,631 km/h             | 09    |
| 10   | Gilles Villeneuve     | Ferrari         | 1:20,182                 | 145,963 km/h             | 1:19,285                 | 147,614 km/h             | 10    |
| 11   | Jean-Pierre Jabouille | Renault         | 1:20,147                 | 146,027 km/h             | 1:19,316                 | 147,557 km/h             | 11    |
| 12   | Jean-Pierre Jarier    | Tyrrell-Ford    | 1:20,815                 | 144,820 km/h             | 1:19,318                 | 147,553 km/h             | 12    |
| 13   | Jacques Laffite       | Ligier-Ford     | 1:20,406                 | 145,556 km/h             | 1:19,455                 | 147,298 km/h             | 13    |
| 14   | Derek Daly            | Tyrrell-Ford    | 1:20,935                 | 144,605 km/h             | 1:19,744                 | 146,765 km/h             | 14    |
| 15   | Mario Andretti        | Lotus-Ford      | 1:21,179                 | 144,170 km/h             | 1:19,763                 | 146,730 km/h             | 15    |
| 16   | Jody Scheckter        | Ferrari         | 1:20,382                 | 145,600 km/h             | 1:20,151                 | 146,019 km/h             | 16    |
| 17   | Jochen Mass           | Arrows-Ford     | 1:21,665                 | 143,312 km/h             | 1:20,410                 | 145,549 km/h             | 17    |
| 18   | Ricardo Zunino        | Brabham-Ford    | 1:20,419                 | 145,533 km/h             | 1:20,419                 | 145,533 km/h             | 18    |
| 19   | Eddie Cheever         | Osella-Ford     | 1:22,442                 | 141,962 km/h             | 1:20,808                 | 144,832 km/h             | 19    |
| 20   | Elio de Angelis       | Lotus-Ford      | 1:20,830                 | 144,793 km/h             | 1:21,242                 | 144,058 km/h             | 20    |
| 21   | John Watson           | McLaren-Ford    | 1:22,218                 | 142,348 km/h             | 1:20,868                 | 144,725 km/h             | 21    |
| 22   | Keke Rosberg          | Fittipaldi-Ford | 1:22,498                 | 141,865 km/h             | 1:20,911                 | 144,648 km/h             | 22    |
| 23   | Clay Regazzoni        | Ensign-Ford     | 1:21,477                 | 143,643 km/h             | 1:20,984                 | 144,517 km/h             | 23    |
| 24   | Emerson Fittipaldi    | Fittipaldi-Ford | 1:22,288                 | 142,227 km/h             | 1:21,350                 | 143,867 km/h             | 24    |
| DNQ  | Dave Kennedy          | Shadow-Ford     | 1:23,781                 | 139,693 km/h             | 1:21,523                 | 143,562 km/h             | –     |
| DNQ  | Geoff Lees            | Shadow-Ford     | 1:23,486                 | 140,186 km/h             | 1:23,468                 | 140,217 km/h             | –     |
| DNQ  | Stephen South         | McLaren-Ford    | 1:24,896                 | 137,858 km/h             | 1:24,121                 | 139,128 km/h             | –     |

### Rennen
| Pos. | Fahrer                | Konstrukteur    | Runden | Stopps | Zeit        | Start | Schnellste Runde |
| ---- | --------------------- | --------------- | ------ | ------ | ----------- | ----- | ---------------- |
| 01   | Nelson Piquet         | Brabham-Ford    | 80     | 0      | 1:50:18,550 | 01    | 1:19,83 (38.)    |
| 02   | Riccardo Patrese      | Arrows-Ford     | 80     | 0      | + 49,212    | 08    | 1:21,35          |
| 03   | Emerson Fittipaldi    | Fittipaldi-Ford | 80     | 0      | + 1:18,563  | 24    | 1:21,51          |
| 04   | John Watson           | McLaren-Ford    | 79     | 0      | + 1 Runde   | 21    | 1:21,65          |
| 05   | Jody Scheckter        | Ferrari         | 79     | 1      | + 1 Runde   | 16    | 1:20,48          |
| 06   | Didier Pironi         | Ligier-Ford     | 79     | 1      | + 1 Runde   | 09    | 1:20,61          |
| 07   | Jochen Mass           | Arrows-Ford     | 79     | 1      | + 1 Runde   | 17    | 1:20,71          |
| 08   | Derek Daly            | Tyrrell-Ford    | 79     | 0      | + 1 Runde   | 14    | 1:21,91          |
| 09   | René Arnoux           | Renault         | 78     | 1      | + 2 Runden  | 02    | 1:21,28          |
| 10   | Jean-Pierre Jabouille | Renault         | 72     | 4      | + 8 Runden  | 11    | 1:20,48          |
| –    | Keke Rosberg          | Fittipaldi-Ford | 58     | 0      | DNF         | 22    | 1:22,19          |
| –    | Clay Regazzoni        | Ensign-Ford     | 50     | 0      | DNF         | 23    | 1:21,91          |
| –    | Bruno Giacomelli      | Alfa Romeo      | 49     | 1      | DNF         | 06    | 1:20,79          |
| –    | Alan Jones            | Williams-Ford   | 47     | 0      | DNF         | 05    | 1:20,67          |
| –    | Gilles Villeneuve     | Ferrari         | 45     | 2      | DNF         | 10    | 1:20,47          |
| –    | Patrick Depailler     | Alfa Romeo      | 40     | 0      | DNF         | 03    | 1:20,76          |
| –    | Jacques Laffite       | Ligier-Ford     | 36     | 0      | DNF         | 13    | 1:21,18          |
| –    | Eddie Cheever         | Osella-Ford     | 11     | 1      | DNF         | 19    | 1:22,41          |
| –    | Carlos Reutemann      | Williams-Ford   | 3      | 0      | DNF         | 07    | 1:21,92          |
| –    | Jean-Pierre Jarier    | Tyrrell-Ford    | 3      | 0      | DNF         | 12    | 1:23,58          |
| –    | Elio de Angelis       | Lotus-Ford      | 3      | 0      | DNF         | 20    | 1:24,13          |
| –    | Jan Lammers           | ATS-Ford        | 0      | 0      | DNF         | 04    | –                |
| –    | Ricardo Zunino        | Brabham-Ford    | 0      | 0      | DNF         | 18    | –                |
| –    | Mario Andretti        | Lotus-Ford      | 0      | 0      | DNF         | 15    | –                |

## WM-Stände nach dem Rennen
Die ersten sechs des Rennens bekamen 9, 6, 4, 3, 2 bzw. 1 Punkt(e). Es zählten nur die besten fünf Ergebnisse aus den ersten sieben Rennen und die besten fünf Ergebnisse aus den letzten sieben Rennen. In der Konstrukteurswertung wurden alle Resultate gewertet.

### Fahrerwertung
| Pos. | Fahrer             | Konstrukteur    | Punkte |
| ---- | ------------------ | --------------- | ------ |
| 01   | Nelson Piquet      | Brabham-Ford    | 18     |
| 02   | René Arnoux        | Renault         | 18     |
| 03   | Alan Jones         | Williams-Ford   | 13     |
| 04   | Didier Pironi      | Ligier-Ford     | 8      |
| 05   | Riccardo Patrese   | Arrows-Ford     | 7      |
| 06   | Elio de Angelis    | Lotus-Ford      | 6      |
| 07   | Jacques Laffite    | Ligier-Ford     | 6      |
| 08   | Keke Rosberg       | Fittipaldi-Ford | 4      |
| 09   | Emerson Fittipaldi | Fittipaldi-Ford | 4      |
| 10   | Derek Daly         | Tyrrell-Ford    | 3      |
| 11   | John Watson        | McLaren-Ford    | 3      |
| 12   | Alain Prost        | McLaren-Ford    | 3      |
| 13   | Bruno Giacomelli   | Alfa Romeo      | 2      |
| 14   | Carlos Reutemann   | Williams-Ford   | 2      |

| Pos. | Fahrer                | Konstrukteur | Punkte |
| ---- | --------------------- | ------------ | ------ |
| 15   | Jody Scheckter        | Ferrari      | 2      |
| 16   | Jochen Mass           | Arrows-Ford  | 1      |
| 17   | Ricardo Zunino        | Brabham-Ford | 0      |
| 18   | Jean-Pierre Jarier    | Tyrrell-Ford | 0      |
| 19   | Marc Surer            | ATS-Ford     | 0      |
| 20   | Clay Regazzoni        | Ensign-Ford  | 0      |
| 21   | Jean-Pierre Jabouille | Renault      | 0      |
| 22   | Mario Andretti        | Lotus-Ford   | 0      |
| 23   | Geoff Lees            | Shadow-Ford  | 0      |
| 24   | Gilles Villeneuve     | Ferrari      | 0      |
| –    | Patrick Depailler     | Alfa Romeo   | 0      |
| –    | Eddie Cheever         | Osella-Ford  | 0      |
| –    | Jan Lammers           | ATS-Ford     | 0      |

### Konstrukteurswertung
| Pos. | Konstrukteur    | Punkte |
| ---- | --------------- | ------ |
| 01   | Renault         | 18     |
| 02   | Brabham-Ford    | 18     |
| 03   | Williams-Ford   | 15     |
| 04   | Ligier-Ford     | 14     |
| 05   | Arrows-Ford     | 8      |
| 06   | Fittipaldi-Ford | 8      |
| 07   | Lotus-Ford      | 6      |
| 08   | McLaren-Ford    | 6      |

| Pos. | Konstrukteur | Punkte |
| ---- | ------------ | ------ |
| 09   | Tyrrell-Ford | 3      |
| 10   | Alfa Romeo   | 2      |
| 11   | Ferrari      | 2      |
| 12   | ATS-Ford     | 0      |
| 13   | Ensign-Ford  | 0      |
| 13   | Shadow-Ford  | 0      |
| –    | Osella-Ford  | 0      |